# Distrikt Calamarca
Der Distrikt Calamarca liegt in der Provinz Julcán in der Region La Libertad im Westen von Peru. Der Distrikt wurde am 19. Juni 1990 gegründet. Er besitzt eine Fläche von 209 km². Beim Zensus 2017 wurden 5232 Einwohner gezählt. Im Jahr 1993 lag die Einwohnerzahl bei 8057, im Jahr 2007 bei 6446. Die Distriktverwaltung befindet sich in der etwa 3200 m hoch gelegenen Ortschaft Calamarca mit 462 Einwohnern (Stand 2017). Calamarca liegt 16,5 km südsüdöstlich der Provinzhauptstadt Julcán.

## Geographische Lage
Der Distrikt Calamarca liegt im Osten in der Provinz Julcán. Das Areal wird über den Río Virú (im Oberlauf Río Huacapongo) nach Südwesten entwässert.
Der Distrikt Calamarca grenzt im Süden an den Distrikt Huaso, im Nordwesten an den Distrikt Julcán sowie im Osten an die Distrikte Quiruvilca und Santiago de Chuco (beide in der Provinz Santiago de Chuco).